# トウカエデ

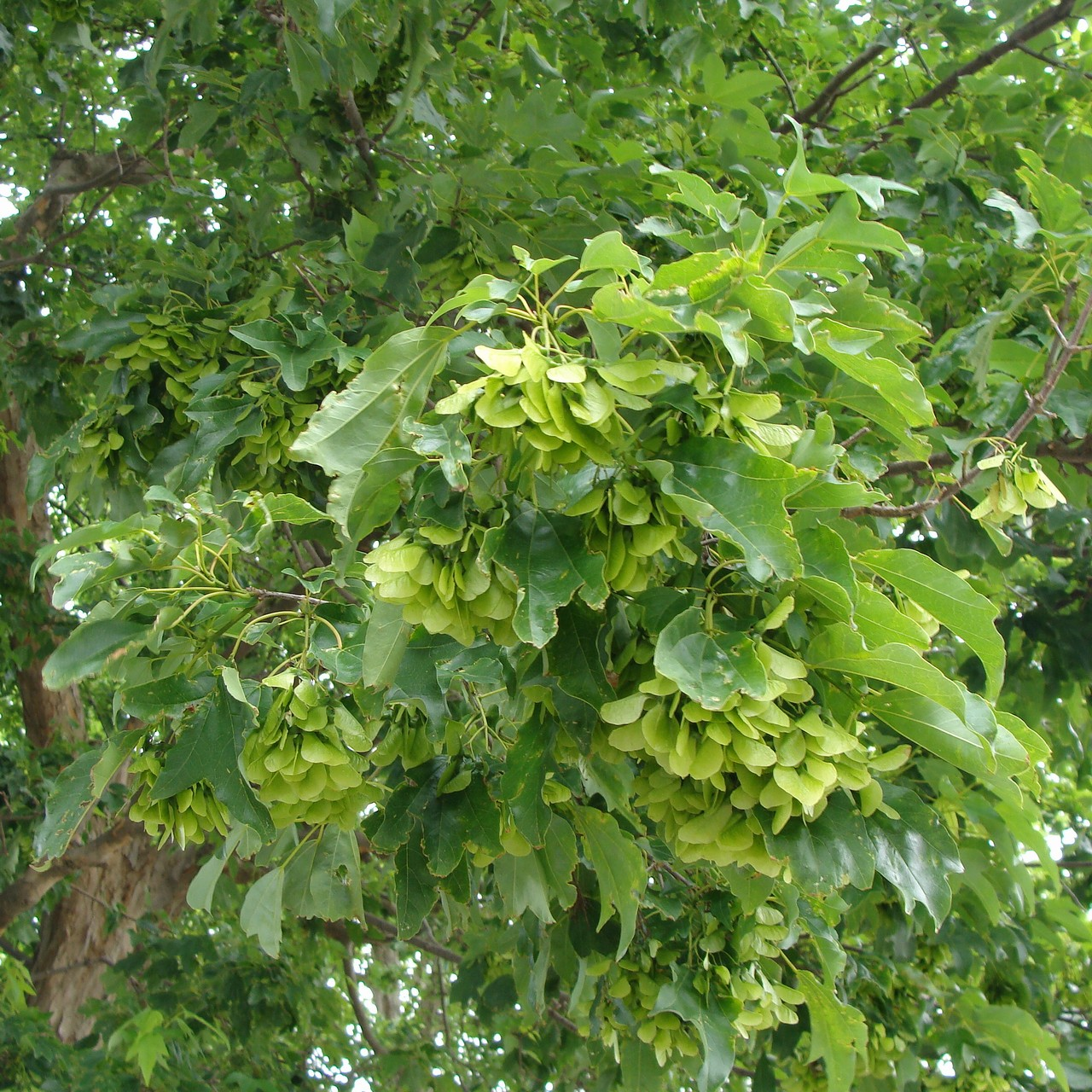
トウカエデの実

トウカエデ（唐楓、学名: Acer buergerianum）は、ムクロジ科カエデ属の落葉高木である。和名の由来は、唐（中国）が原産のカエデで、切れ込みのある葉の形をカエルの手に見立てたことによる。別名、サンカクカエデ。中国名は三角楓（三角槭）ともよばれ、英語圏では trident maple （トライデント・メイプル）とよばれる。よく街路樹や公園樹などにされる。

## 分布・生育地
中国南東部・台湾原産。日本へは18世紀初期（江戸時代）に中国から渡来し、北海道、本州、四国、九州に分布し、在来種のカエデ以上に普通に見られる。各地の都市部で身近に見られるカエデの代表種で、丈夫で暖地でもよく生育するので最も多く植えられており、道路の街路樹や、公園などでよく見かける。

## 特徴
落葉広葉樹の高木。樹高は10 - 15メートル (m) ほどになり、成長は早く強健であり一般に高木になる。樹形は立性で、自然に育てば枝を大きく広げてケヤキのような丸い樹形になるが、街路樹で見かけるものは定期的に刈られて全体に細いものが見られる。樹皮は灰色っぽい褐色で、成長とともに縦に裂けて、ささくれたように短冊状に剥がれて、特徴的な外観になる。一年枝は淡褐色や赤褐色で皮目が多い。
葉は対生してよく茂り、葉身の長さは4 - 8センチメートル (cm) で、薄く光沢がある｡先の方が浅く3裂し、裏面に白粉がある。若木や徒長枝の葉は、古い枝の葉と形が異なり、先が尖り粗い鋸歯のある大きな葉が出ることがある。古い枝の葉は鋸歯が目立たない。秋は紅葉が美しい。条件がよいと鮮やかな赤色に紅葉するが、暖地では真っ赤に紅葉することが少なく、黄色や橙色、これらのグラデーションになることも多く多様である。
開花時期は春（4 - 5月）。花は雄花と両性花をつけ、淡黄色5弁で、散房状につける｡
果実は2枚の翼果で。平行または鋭角に開き、秋に結実する。紅葉の種よりも大きい。
冬芽は長卵形で、淡褐色から褐色をした多数の芽鱗が若干開いて重なり、芽鱗の縁には毛がある。枝先につく頂芽は頂生側芽を伴い、側芽は枝に対生する。冬芽のわきにある葉痕はV字形や倒松形で、維管束痕が3個つく。
園芸品種として、葉がピンクから白、黄緑、緑、赤に変化する花散里（メープルレインボー）や斑入り品種などがある。
フウにとても似ていてあまり見分けがつかない。
- 成木で見られる典型的な葉。葉は先が3裂し、鋸歯はほとんどない。
- 強く伸びた枝の葉は切れ込みが深くなり、鋸歯もハッキリ現れることもある[5]。
- 果実は翼果。
- 樹皮は短冊状に剥がれて、独特の幹肌になる。
- 成熟した種子

## 利用

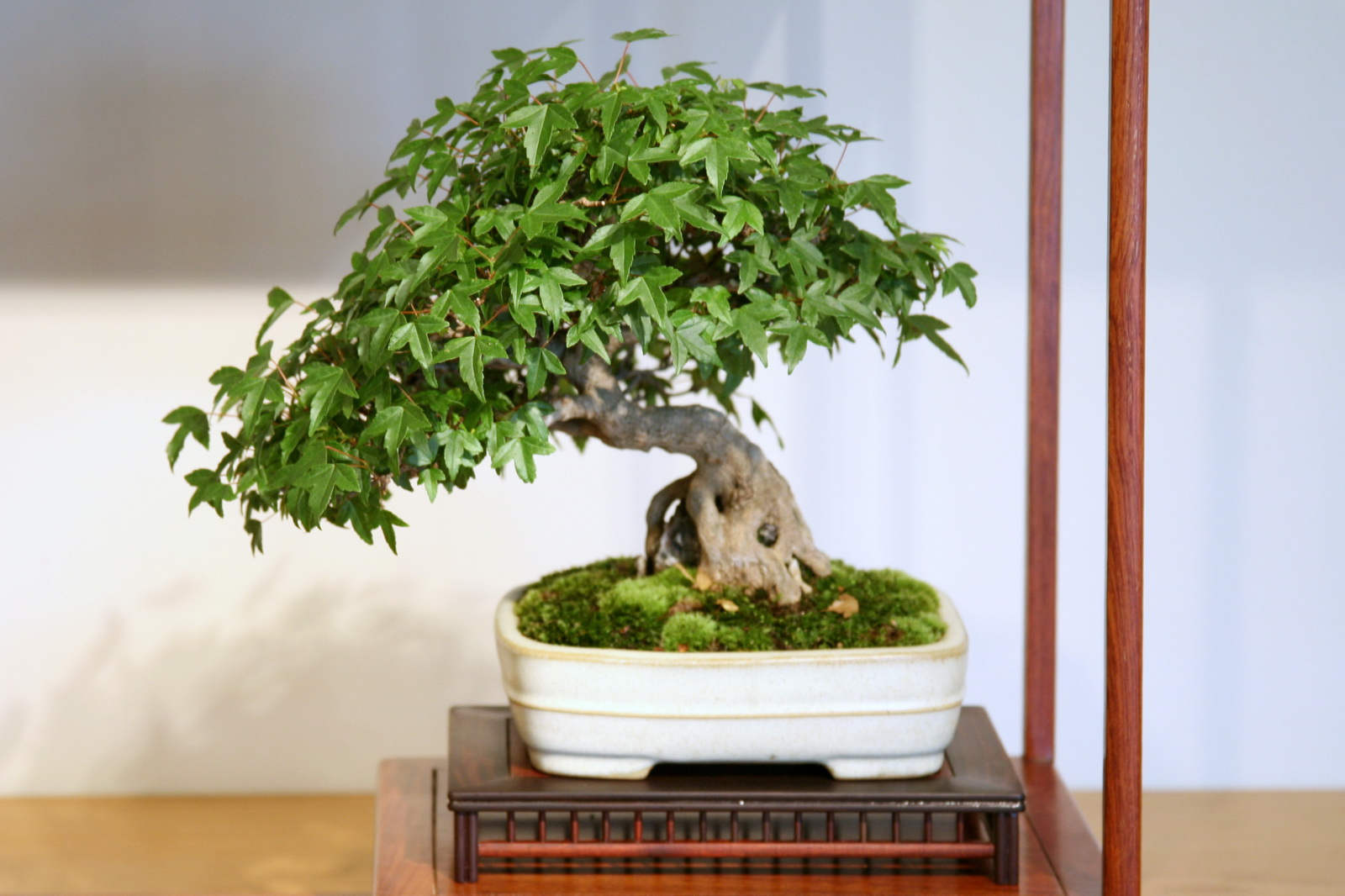
トウカエデの盆栽

大気汚染に強く、暖地では街路樹によく植えられている。日本では庭木の他、公園樹や街路樹としてよく用いられており、盆栽にもされる。